# Бандаков, Василий Анастасьевич
Василий Анастасьевич Бандаков (1808 — 15 января 1890, Таганрог) — российский духовный писатель, протоиерей.

## Биография
Родился в 1808 году.
Служил настоятелем таганрогской Церкви во имя Святого Архангела Михаила.
Умер в Таганроге 15 января 1890 года. Похоронен в ограде Церкви во имя Святого Архангела Михаила.
Вырученные от продаж своих книг средства Бандаков завещал на обновление главного престола церкви, что и было выполнено в 1892 году.
В некрологе, напечатанном в «Новом времени», Антон Павлович Чехов написал: 

«15-го января, в гор. Таганроге, скончался духовный писатель и проповедник, протоиерей Василий Анастасьевич Бандаков, имя которого достаточно популярно среди нашего духовенства, особенно южнорусского. Строго соблюдая апостольскую заповедь, свою долголетнюю священническую деятельность покойный проявлял прежде всего в постоянной проповеди. Проповедовал он при всяком удобном случае, не стесняясь ни временем, ни местом. За все время служения его церкви им было произнесено несколько десятков тысяч проповедей, из которых самые выдающиеся по своей простоте, силе и прекраснейшему, выразительному языку изданы в 12-ти томах под общим заглавием: „Простые и краткие поучения“. Эти поучения обличают в авторе всестороннее знакомство с жизнью и людьми, образованность и редкую наблюдательность. Будучи в самом деле простыми и краткими, они составляют истинный клад для сельских священников, и книги о. Бандакова поэтому можно найти почти во всех церковных библиотеках. Обладая по природе своей крупным публицистическим талантом, в высшей степени разнообразным, он редко останавливался на отвлеченных богословских темах, предпочитая им вопросы дня и насущные потребности того города и края, в котором он жил и работал; неурожаи, повальные болезни, солдатский набор, открытие нового клуба — ничто не ускользало от его внимания, и потому-то его 12 томов составляют энциклопедию, в которой могут найти для себя одинаково интересное и полезное чтение люди всех званий и профессий: и богатейшие негоцианты, и чиновники, и дамы, и солдаты, и арестанты. Как проповедник, он был страстен, смел и часто даже резок, но всегда справедлив и нелицеприятен. Он не боялся говорить правду и говорил её открыто, без обиняков; люди же не любят, когда им говорят правду, и потому покойный пострадал в своей жизни не мало. Умер он на 84 году, оставив после себя память доброго, любящего и бескорыстного человека». 